# Margriet Baers
Margriet Baers, née à Anvers, le 26 mai 1889 et morte le 12 octobre 1922, est une enseignante et féministe belge. 

## Biographie

### Jeunesse et formation
Margriet Baers est née à Anvers le 26 mai 1889, six ans après sa sœur, Maria Baers, dans une famille de la classe moyenne. Leurs parents, Joannes Baers (1839-1902) un grossiste en marchandises coloniales et Maria Boen (1851-1905) meurent lorsque les enfants du couple sont encore jeunes et Maria doit prendre en charge l'éducation de sa sœur cadette Margriet et de ses deux jeunes frères Joris et Eduard. 
Lorsque Margriet termine ses études secondaires, sa sœur Maria Baers veut l'initier au mouvement social des femmes à Anvers mais elle préfère poursuivre ses études.
Elle suit les cours de l'Institut Belpaire et les cours dispensés par les dominicains dans les «cercles d'études sociales».
L'Université catholique de Louvain n'accepte pas encore de femmes comme étudiantes en 1913. Comme Margriet Baers veut étudier dans une école catholique, en raison de ses convictions, elle doit partir à l'étranger. Elle s'installe à Fribourg en Suisse et y obtient un doctorat en philosophie en 1918. Elle est ainsi devenue la première femme catholique de Flandre à obtenir un doctorat universitaire. Elle étudie ensuite la psychologie expérimentale à Genève.

### Carrière professionnelle
Au début du XXe siècle, l'éducation des filles en Flandre est négligée. Comme elles ne peuvent pas accéder à un bon enseignement secondaire général, leur préparation à l'enseignement supérieur est également insuffisante.  
De retour en Belgique, Margriet Baers contribue à fonder le Katholieke Vlaamse Hogeschool voor Vrouwen (Collège catholique flamand pour femmes) avec Petrus Janssens, Jan Belpaire, Jules Persijn et trois autres femmes : Marie Elisabeth Belpaire, Louisa Duykers, romancière, poète et rédactrice en chef de Dietsche Warande en Belfort et Julia De Bie, qui a suivi des cours de philosophie et de psychologie à l'Université catholique de Fribourg en Suisse et a été secrétaire du Constance Teichmannbond.  
Elle en devient la directrice en 1919. Elle y enseigne la psychologie et contribue à jeter les bases d'une solide éducation scientifique pour les femmes,. 
Elle meurt de maladie le 12 octobre 1922 à Anvers, à l'âge de 33 ans,. Elle est inhumée à Deurne, au cimetière Sint-Fredegandus

## Publications
- La culture intégration et la spécialisation, 1919.
- Gedenkboek Dr. Margriet Baers 1934, Anvers, Vlaamsche Boekcentrale, 1934